# Hexachloorbenzeen
Hexachloorbenzeen is een aromatische benzeenverbinding waarbij alle waterstofatomen in benzeen door chlooratomen vervangen zijn.
Hexachloorbenzeen werd vanaf ca. 1945 veel gebruikt als fungicide, met name voor het beschermen van zaden. De productie en het gebruik ervan is door het Verdrag van Stockholm inzake persistente organische verontreinigende stoffen nu verboden.

## Synthese
Hexachloorbenzeen en andere minder gechloreerde benzenen ontstaan door directe chlorering, waarbij chloorgas door vloeibaar benzeen geleid wordt.
Een andere methode is de oxychlorering van benzeen met een mengsel van gasvormig waterstofchloride en zuurstofgas, met koper(II)chloride als katalysator:
{\displaystyle \mathrm {C_{6}H_{6}\ +\ 6\ HCl\ +\ 3\ O_{2}\ \longrightarrow \ C_{6}Cl_{6}\ +\ 6\ H_{2}O} }
Hexachloorbenzeen kan ook uit een mengsel van stereo-isomeren van hexachloorcyclohexaan, zoals lindaan, verkregen worden. De reactie is een gecombineerde chlorering en pyrolyse op hoge temperatuur (350-600 °C):
{\displaystyle \mathrm {C_{6}H_{6}Cl_{6}\ +\ 3\ Cl_{2}\ \longrightarrow \ C_{6}Cl_{6}\ +\ 6\ HCl} }
De productie van hexachloorbenzeen is tegenwoordig verboden, maar hexachloorbenzeen ontstaat ook als bijproduct bij de productie van andere gechloreerde oplosmiddelen. Het wordt er door destillatie van gescheiden en als chemisch afval in een incinerator verwerkt.

## Toepassingen
Naast toepassing als fungicide werd hexachloorbenzeen onder meer ook gebruikt om andere pesticiden van te maken, waaronder pentachloorfenol (PCP), pentachloorthiofenol (PCTP) en chloranil.

## Toxicologie en veiligheid
Hexachloorbenzeen is geen acuut toxische stof, maar ze is zeer persistent in het milieu. Hoewel ze niet meer mag gebruikt worden, wordt ze nog steeds in het milieu en in allerlei soorten voedsel aangetroffen. De stof concentreert zich in de voedselketen. In de mens wordt de stof na opname in het vetweefsel opgeslagen en na chronische blootstelling ontstaan er toxische effecten, waaronder de ziekte Porphyria cutanea tarda, neurologische effecten en effecten op de schildklier en het immuunsysteem. Bij proeven op ratten bleek hexachloorbenzeen schadelijk voor de voortplanting te zijn, en lever-, nier- en schildklierkanker te veroorzaken.
De stof is voor de mens ingedeeld als "mogelijk kankerverwekkend" (IARC Groep 2B). De stof is ook in moedermelk aangetroffen en kan tijdens de zwangerschap via het bloed naar het ongeboren kind overgedragen worden.
Hexachloorbenzeen is ook zeer giftig voor waterorganismen.